# Ophiura acervata
Ophiura acervata är en ormstjärneart som först beskrevs av George Richard Lyman 1869.  Ophiura acervata ingår i släktet Ophiura och familjen fransormstjärnor. Inga underarter finns listade i Catalogue of Life.